# Равниця (Рибник)
45°34′ пн. ш. 15°20′ сх. д. / 45.56° пн. ш. 15.34° сх. д.
Равниця (хорв. Ravnica) — населений пункт у Хорватії, в Карловацькій жупанії у складі громади Рибник.

## Населення
Населення за даними перепису 2011 року становило 15 осіб.
Динаміка чисельності населення поселення: